# Capitanes de la Ciudad de México
Los Capitanes de la Ciudad de México es un equipo de la NBA G League con sede en la Ciudad de México, México. Fue fundado en 2016 como integrante de la Liga Nacional de Basquetbol Profesional, donde obtuvieron dos subcampeonatos en tres temporadas. 
En diciembre de 2019, el comisionado de la National Basketball Association, Adam Silver, anunció que los Capitanes se unirán a la liga de desarrollo de la liga durante al menos cinco temporadas a partir de la temporada 2020–21, aunque debido a la pandemia su debut fue en la temporada 2021-22.

## Historia
Los Capitanes de la Ciudad de México fueron presentados en el año 2016, y se integraron a la LNBP a partir de la temporada 2017-18.
El equipo participó en el NBA G League International Challenge en 2019, un torneo de exhibición de baloncesto de equipos de todo el mundo, realizado en Montevideo, Uruguay.
En diciembre del 2019, Adam Silver, comisionado de la NBA, reveló que los Capitanes de la Ciudad de México se convertirían en el equipo 29 de la NBA G League y primer equipo de la NBA G League fuera de Estados Unidos y Canadá. Haría su debut en la temporada 2020-21 jugando como local en el Gimnasio Juan de la Barrera en la Ciudad de México, pero se aplazó por la pandemia del coronavirus una vez que la campaña 2019-20 de la G-League no se terminó y fue cancelada debido por la crisis sanitaria.
En septiembre del 2021 se confirma la participación en la temporada 2021-22 de la NBA G League iniciando fuera de México, ya que todos los partidos se jugarán en Estados Unidos por las restricciones existente de viajes internacionales por COVID-19, así mismo se da a conocer el calendario de juegos iniciando su participación el 5 de noviembre enfrentándose a Memphis Hustle en el Landers Center.
El 6 de noviembre de 2022 Capitanes jugó su primer partido de la NBA G-League como local en la Ciudad de México, tras la pausa de la competencia por la pandemia de COVID-19.
El equipo terminó la primera fase de la temporada en segundo lugar de la conferencia Oeste, con 12 triunfos por seis derrotas, pero no clasificó a la fase final de la Showcase Cup.
El primer partido de temporada regular de la NBA G League en la Ciudad de México fue el 28 de diciembre de 2022, con triunfo de los Capitanes contra los Salt Lake City Stars.
Mientras que el último partido como local en la temporada regular 22/23 fue jugado el 20 de marzo de 2023 cuando se enfrentaron a Birmingham Squadron y en donde fueron derrotados 111-98.
Los resultados negativos en la última parte de la temporada ocasionaron que Capitanes fuera superado por Rio Grande Valley Vipers y Santa Cruz Warriors, dejando a Capitanes al noveno lugar de su conferencia y por tanto quedando fuera de los Playoffs de la NBA G League.

## Estadio
La primera sede de los Capitanes de la Ciudad de México fue el Gimnasio Olímpico Juan de la Barrera con capacidad para 5,242 espectadores. Aquí disputaron tres temporadas de la LNBP.
Para la temporada 2022-2023 de la NBA G League, el equipo se mudó a la Arena Ciudad de México, al norte de la capital. La Arena CDMX tiene una capacidad para 22,000 espectadores con una visibilidad perfecta desde cualquiera de sus secciones.
El estadio donde juegan los Capitanes es llamado también Territorio Capitán por toda la afición y está ubicado en la alcaldía Azcapotzalco en el norte de la Ciudad de México.
Debido a la relación con la Arena Ciudad de México, la boletera que tiene a la venta los boletos para Capitanes es Superboletos.com.

## Mascota
Juanjolote es la mascota del equipo profesional de basquetbol, que busca concientizar sobre el ajolote, especie endémica de la CDMX que se encuentra en peligro de extinción. 
El ajolote es orgullosamente mexicano, su hogar se encuentra en el complejo lacustre de Xochimilco y aunque en la mayoría de las veces vive en el fondo del agua, esta especie puede madurar y sobrevivir en tierra.
Este anfibio es una especie de salamandra, parece un renacuajo gigante con patas y cola, existen ajolotes negros moteados o albinos y se alimenta de moluscos, gusanos, larvas de insectos y crustáceos.
Juanjolote y su especie son conocidos como ” la salamandra mágica” porque tienen características muy especiales:
- Son capaces de regenerar, por sí solos, sus miembros y tejidos.
- Es el único animal que puede reproducirse en su estado larvario.
- Tiene una capacidad neotenia, es decir, conserva su aleta dorsal de renacuajo, la cual recorre la totalidad de su cuerpo, y sus branquias externas.